# Heteronotus horrida
Heteronotus horrida är en insektsart som beskrevs av Fabricius. Heteronotus horrida ingår i släktet Heteronotus och familjen hornstritar. Inga underarter finns listade i Catalogue of Life.